# کلروتری‌فلوئورواتیلن
کلروتری‌فلوئورواتیلن (به انگلیسی: Chlorotrifluoroethylene) با فرمول شیمیایی CF۲CClF یک ترکیب شیمیایی با شناسه پاب‌کم ۶۵۹۴ است. که جرم مولی آن 116.469 g/mol می‌باشد. شکل ظاهری این ترکیب، گاز بی‌رنگ است.